# Razan Ghazzawi
Razan Ghazzawi (en árabe:  رزان غزاوي) es una bloguera siria y activista de los derechos humanos. Destaca su participación en la Guerra Civil Siria, así como por hablar del arresto de los activistas y la violación de los derechos humanos perpetrados bajo el régimen de Bashar al-Ásad en Siria. La revista The Daily Telegraph la describió como una “bloguera icónica y activista destacada'' y Jillian York, una de las más destacadas académicas en el campo de la vigilancia y la censura en internet, escribió que ella es “una de mis heroínas”

## Educación y carrera profesional
Razan Ghazzawi recibió el título universitario en Literatura Inglesa en la Universidad de Damasco en 2003 y luego obtuvo el máster en Literatura comparada en la Universidad de Balamand en 2011. Empezó a trabajar como traductora y redactora de noticias en el Ministerio de Asuntos Exteriores de Siria y, después de eso, trabajó en el centro de llamadas de la empresa MTN (Mobile Telephone Networks), pero dimitió cuando descubrió que la empresa era corrupta. Se convirtió entonces en editora de medios de comunicación para el Syrian Center for Media and Freedom of Expression in the Arab World.

## Activismo y arresto
Fue detenida por las autoridades sirias el 30 de noviembre de 2011, cuando se dirigía a Jordania para asistir a una conferencia sobre la libertad de prensa. Una semana después, Ghazzawi fue llevada a juicio. Las autoridades la acusaron de incitar a la violencia sectaria, difundir información falsa y debilitar el sentimiento nacional. Según unos activistas de derechos humanos, las autoridades sirias suelen dirigir estas acusaciones a aquellas personas que se oponen al régimen.
Su arresto provocó una campaña mundial en Internet. en plataformas como Facebook, pidiendo su liberación inmediatamente. Por otro lado, Amnistía Internacional ha declarado a Razan Ghazzawi como prisionera de conciencia. Antes de su arresto, Ghazzawi declaró en su blog: "¿Entiendes? Tenía miedo de que me arrestaran, pero ahora no tengo miedo". También escribió: "Si me pasa algo, que sepáis que el régimen no teme a los que son arrestados, sino a la gente que no los olvida"
El 19 de diciembre de 2011 se hizo pública la noticia de su liberación y fue confirmada por el Centro Sirio para los Medios y la Libertad de Expresión. A pesar de esto, Ghazzawi aún enfrenta cargos que conllevan una sentencia de hasta quince años de prisión. Ghazzawi es una de las pocas blogueras en Siria que escribe con su nombre real, incluso después de su arresto.
Ghazzawi fue arrestada nuevamente el 16 de febrero de 2012 durante una redada lanzada por las fuerzas del régimen en su lugar de trabajo en el Centro Sirio para los Medios y la Libertad de Expresión en Damasco. Ghazzawi fue arrestada junto con 13 de sus compañeros, incluido el director del centro, Mazen Darwish, y su esposa, Yara Bader. Fue liberada el 18 de febrero de 2012, pero se le prohibió salir de Siria. Las autoridades le ordenaron que se presentara diariamente en una comisaría para continuar con su interrogatorio.

## Premios
El 8 de junio de 2012, Razan Ghazzawi recibió el premio Defenders of Human Rights in Danger de la organización Front Line Defenders, con sede en Dublín. Al no poder viajar a Dublín debido a las restricciones que se le impusieron, su compañero Dlshad Othman recibió el premio en su nombre.